# إكس دي سي سي

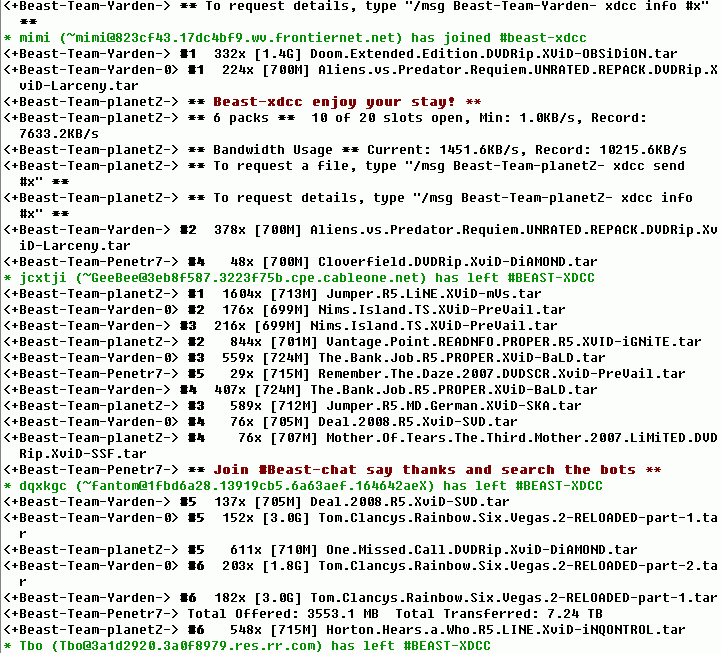

IRC XDCC Bot هو نظام لمبادلة الملفات من السيرفر إلى الزائر يتم عن طريق ال آي آر سي. وهو نظام متطور جدا وأمن حيث يمنحك الحرية في استخدام الملفات ومبادلتها فبإمكانك وضع ونشر الملفات الموسيقية والأفلام والصور.
ومن أشهر المواقع التي تنشرها في الـآي آر سي.